# طغرایی
حسین بن علی بن عبدالصمد اصفهانی با کنیهٔ ابواسماعیل و لقب‌های فخرُ الکُتّاب و مؤیِّدّ الدین، شهرت‌یافته به طُغرایی (انتساب به طُرّه یا طغرا) (۱۰۶۱ - ۱۱۲۱) ، کیمیاگر، طبیعت‌شناس، شاعر، زبان‌شناس و ادیب عربی ایرانی بود که به وزارت سجلوقیان رسید و وزیر مسعود سلجوقی، امیر موصل شد.

## آثار

### لامیّة العجم
طغرایی بیشتر به‌خاطر قصیدهٔ معروفش، لامیّة العجم، که در ۱۱۱۱–۱۱۱۲ میلادی در بغداد سروده، مشهور است. 

## کتاب‌ها
کتاب‌های مختلفی در باب کیمیا به او منسوب است: کتاب الجوهر النّظیر فی صِناعة الإکسیر، جامع الاسرار و تراکیب الانوار، مفاتیح الرحمة و مصابیح الحکمة، حقایق الإستشهاد (فی الکیمیا) و غیره. وی عقاید تردیدآمیز ابن‌سینا را دربارهٔ کیمیا مورد مناقشه و طعن قرار داده‌است.

## قتل
طغرایی در یک نزاع که دارای پیشینهٔ سعایت از وی توسط سیاستمدار سنی دربار سلجوقیان، کمال‌الملک علی سمیرمی بود، به قتل رسید. با توجه به مذهب شیعی طغرایی و برخی تنش‌های مذهبی آن عصر، علاوه بر اختلاف نظرهای سیاسی، جهات مذهبی نیز در قتل وی بی‌تأثیر نبوده است. سال کشته شدن وی را از ۵۱۳ تا ۵۱۶ گفته اند.